# Olympiades (metrostation)
Olympiades is een metrostation dat als (tijdelijk) eindpunt dient voor lijn 14 van de Parijse metro. Het station ligt in het hart van de wijk Les Olympiades in het 13e arrondissement van Parijs, op de kruising van de straten Rue de Tolbiac en Rue Nationale.

## Ontstaan
In 1998, toen metrolijn 14 in Parijs werd geopend tussen de stations Madeleine en Bibliothèque François Mitterrand, werd wat nu het station Olympiades is reeds in gebruik genomen als onderhoudswerkplaats. De werkplaats droeg de naam Tolbiac-Nationale (vernoemd naar de kruisende straten erboven) en werd gebouwd voor onderhoud van lichte aard. Voor het groot onderhoud moesten de automatische metrotreinen die op deze lijn rijden, naar de werkplaats in Fontenay-sous-Bois worden gebracht, waarbij ze door een bestuurder werden bestuurd.
Nadat met de verlening van lijn 14 in het noorden van Madeleine naar Saint-Lazare was begonnen, werd in 2001 begonnen met de verlenging in het zuiden. De werkplaats Tolbiac-Nationale moest op termijn worden omgebouwd tot het huidige station Olympiades, maar dat kon pas nadat een nieuwe werkplaats was gebouwd, een fors stuk verderop richting Maison Blanche. Tijdens het graven van deze nieuwe tunnel stortte een stuk in, nota bene recht onder een schoolplein. Mede door dit voorval liep het hele project nogal wat vertraging op.

## Opening
Het station werd op 26 juni 2007 geopend voor het publiek, enkele maanden later dan in de laatste fase werd gepland. Tot kort voor de opening was ook nog onzeker of de naam 'Olympiades' (die is afgeleid van de wijk direct ten zuiden van het station) überhaupt gebruikt mocht worden; de naam 'Olympiades' was namelijk een geregistreerd handelsmerk. De routeborden waren allemaal al voorzien van de naam 'Olympiades' als zuidelijk eindpunt, afgedekt met een sticker. Toen eenmaal een compromis over de naam was bereikt was, konden op het station Saint Lazare, dat eind 2003 open ging, de stickers van de borden.
Het station werd feestelijk geopend en ter gelegenheid van de opening konden mensen twee dagen gratis met de metro reizen vanaf Olympiades; er werden zelfs speciale tickets gemaakt ter gelegenheid hiervan.
Olympiades is opgetrokken in dezelfde architectuur als de andere acht stations van lijn 14. Een zee van licht, grote open ruimten en een modern materiaalgebruik kenmerken het station. Ook zal menige bezoeker opvallen dat het station erg diep gelegen is ten opzichte van andere Parijse metrostations, die veelal vlak onder de straat liggen. Vanaf het straat- tot aan het perronniveau moet men vier etages afdalen. Het station is volledig uitgerust met roltrappen in beide richtingen alsook met liften.

## Toekomst
Het huidige zuidelijke eindpunt Olympiades van lijn 14 is slechts tijdelijk. Op termijn is het de bedoeling dat lijn 14 in het zuiden wordt doorgetrokken naar het station Maison Blanche (op dit moment splitsingsstation van lijn 7 voor de takken naar Villejuif en Ivry). Een van de begindoelstellingen van het project ter ontwikkeling van lijn 14 is het overnemen van de tak naar Villejuif van lijn 7. Op die manier hoeft de frequentie niet meer over twee takken te worden verdeeld. Ook past de tak naar Villejuif beter in het concept van lijn 14 dan de tak naar Ivry, aangezien de afstanden tussen de stations van eerstgenoemde langer zijn. Vooralsnog zijn geen gegevens beschikbaar over de termijn waarbinnen de werkzaamheden hiertoe moeten beginnen, noch wanneer deze af zouden moeten zijn.
Saint-Denis Pleyel · 
Mairie de Saint-Ouen · 
Saint-Ouen · 
Porte de Clichy · 
Pont Cardinet · 
Saint-Lazare · 
Madeleine · 
Pyramides · 
Châtelet · 
Gare de Lyon · 
Bercy · 
Cour Saint-Émilion · 
Bibliothèque François Mitterrand · 
Olympiades · 
Maison Blanche · 
Hôpital Bicêtre · 
Villejuif - Gustave Roussy · 
L'Haÿ-les-Roses · 
Chevilly-Larue · 
Thiais - Orly · 
Aéroport d'Orly